# Frigil de l'illa de Nightingale
El frigil de l'illa de Nightingale (Nesospiza questi) és un ocell de la família dels tràupids (Thraupidae).

## Hàbitat i distribució
Habita zones arbustives i matolls de l'illa Nightingale, al grup de Tristan da Cunha, al Pacífic Sud.